# Thorp (hrabstwo Clark)
Thorp – miejscowość w Stanach Zjednoczonych, w stanie Wisconsin, w hrabstwie Clark.